# Manpower 4
Manpower 4 este o formație de patru vocaliști din Estonia care au reprezentat această țară la Concursul Muzical Eurovision 2010 împreună cu trupa duo Malcolm Lincoln cu piesa „Siren”.